# 家樂牌

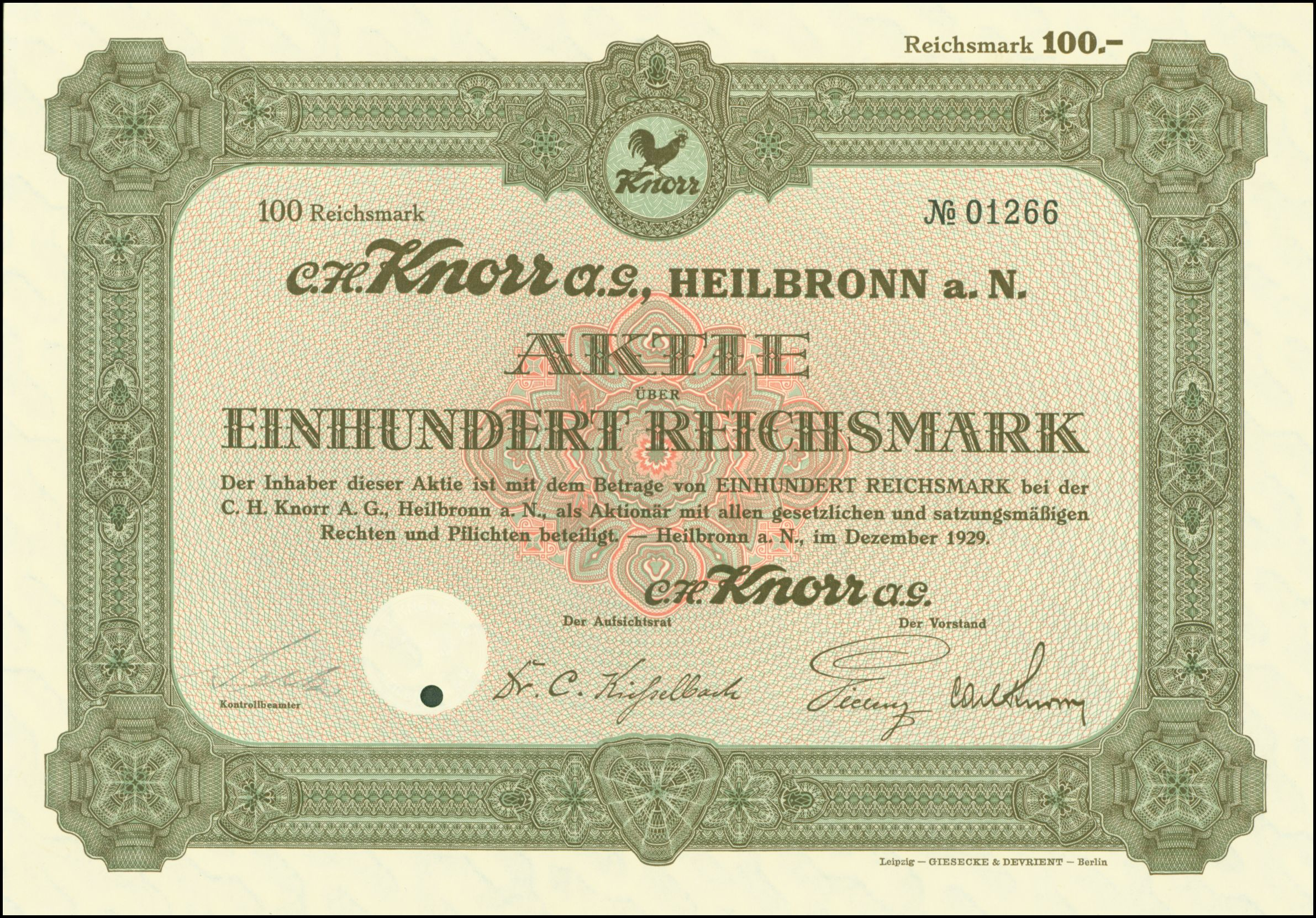
卡爾海因里希康寶持有的股份，颁发于1929年12月

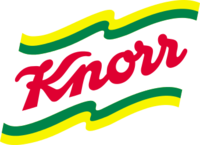
家樂牌于1988至2004年使用的商标

家樂牌于2004至2019年使用的商标

家樂牌（德語：Knorr，/nɔːr/，德語：[knɔʁ]）是由聯合利華擁有的德國食品及飲品品牌。主要產品是脫水湯粉、醬汁及調味料。在日本地區家樂牌商標是由味之素擁有。另外在印尼和澳洲分別稱為Royco和Continental。家樂牌在印度和巴基斯坦也有生产线。

## 歷史

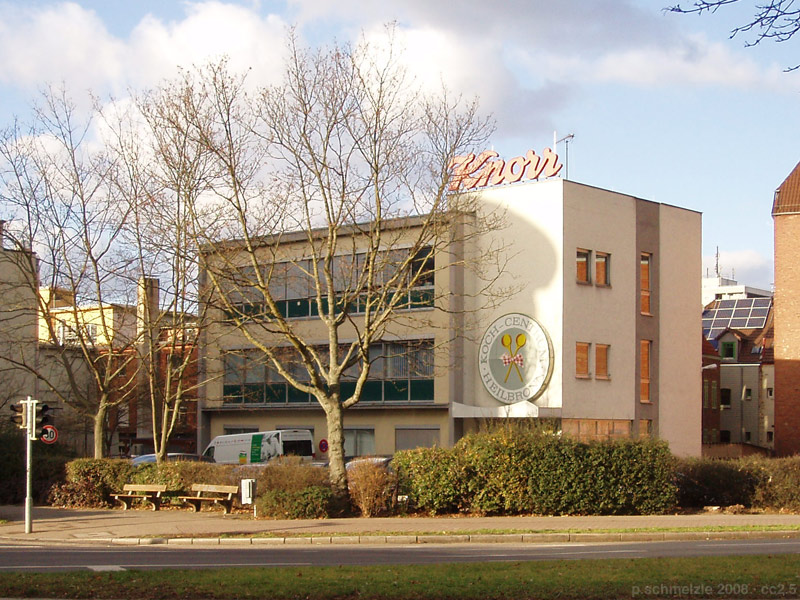
位於海爾布隆的"Knorr Koch-Centrum"

家樂牌在1838年由創辦人卡爾海因里希康寶（Carl Heinrich Knorr）建立。家樂牌總部位於德國海爾布隆，以前以立顿品牌销售的产品现在正被家樂牌产品线所吸收，每年銷量達三十億歐元，是聯合利華旗下最高銷量的品牌。
一家总部位于以色列海法的以色列公司为家樂牌生产犹太汤，在以色列和美国销售。
在1948年，家樂牌改用穀氨酸鹽（Glutamate）生產。包裝亦由紙皮包裝改為密封式錫紙包裝。
家樂牌在2000年被聯合利華收購。
家樂牌亦有與Slimfast合作推出低熱量產品。

## 外部連結
- 家樂牌香港
  - 家樂牌香港的Facebook專頁
  - YouTube上的KnorrHK頻道
- 康寶台灣（页面存档备份，存于）
  - YouTube上的康寶No.1料理點子王頻道
- 联合利华饮食策划 （页面存档备份，存于）